# Kod Johnsona
Kod Johnsona – kod dwójkowy bezwagowy i niepozycyjny stosowany w elektronice, w którym słowa kodowe mają postać: {\displaystyle 0^{k}\ 1^{n-k}} lub {\displaystyle 1^{k}\ 0^{n-k}.}
| Wartość dziesiętna | Wartość binarna | Kod Johnsona |
| ------------------ | --------------- | ------------ |
| 0                  | 0000            | 00000        |
| 1                  | 0001            | 00001        |
| 2                  | 0010            | 00011        |
| 3                  | 0011            | 00111        |
| 4                  | 0100            | 01111        |
| 5                  | 0101            | 11111        |
| 6                  | 0110            | 11110        |
| 7                  | 0111            | 11100        |
| 8                  | 1000            | 11000        |
| 9                  | 1001            | 10000        |